# 阿德湖峡
阿德湖峡（英語：Loch Ard Gorge）位于澳大利亚維多利亞州坎贝尔港国家公园，距离十二使徒岩约2公里。

## 历史

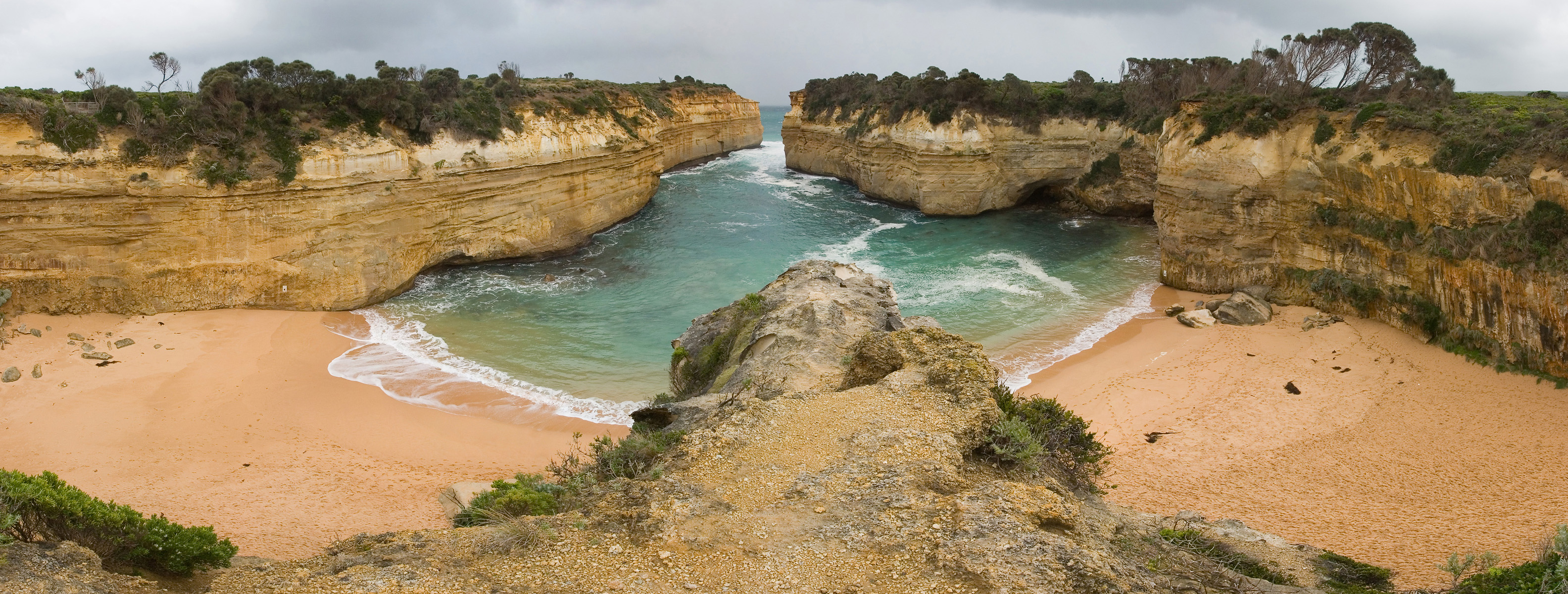
2005年7月的阿德湖峡

1878年6月1日一艘名为“阿德湖号”（Loch Ard）的英国移民船在此处触礁遇难，52人死亡，2人生还，为了纪念这些遇难者，这个地方被起名为“Loch Ard Gorge”。